# Chile güero
«Chile güero» es un nombre genérico para las variedades de chile (Capsicum annuum) que son de color amarillo. «Güero» es un localismo mexicano para «rubio», comúnmente aplicado a personas.
Por lo general, son frutos largos, delgados y a veces torcidos; sin embargo, al no tratarse de una variedad específica, se encuentran en multitud de formas, tamaños y grados de pungencia.
Es frecuente que se conserven encurtidos en salmuera o escabeche, y que se vendan enlatados.
Algunos chiles güeros son el chile húngaro o caribe, el chile cristal, el chile carricillo, el chile xcatik (de Yucatán) o el chile de agua (Oaxaca).